# دنیس سندرز
دنیس سندرز (انگلیسی: Denis Sanders؛ ‏ ۲۱ ژانویهٔ ۱۹۲۹ – ۱۰ دسامبر ۱۹۸۷) کارگردان فیلم، فیلم‌نامه‌نویس و تهیه‌کننده فیلم اهل ایالات متحده آمریکا بود.
از فیلم‌هایی که وی در آن‌ها نقش داشته‌است، می‌توان به یورش دختران زنبوری و چکسلواکی ۱۹۶۸ اشاره نمود.
وی همچنین برندهٔ جوایزی همچون جایزه اسکار بهترین فیلم مستند کوتاه شده‌است.